# La historia de un hombre real
La historia de un hombre real (título original en ruso Повесть о настоящем человеке, Póvest o nastoyáschem cheloveke) es una ópera en cuatro actos con música de Serguéi Prokófiev, su opus 117. Se compuso entre 1947 y 1948, y fue su última ópera. 
El libreto, del compositor y Mira Mendelson, se basa en la novela homónima de Borís Polevói; este a su vez se basaba en la historia del piloto Alekséi Marésiev. La ópera se estrenó el 3 de diciembre de 1948 en el Teatro Kírov de Leningrado. El público estaba formado por oficiales culturales soviéticos que dieron a la obra una recepción mala. Esto fue una gran decepción para el compositor que había pretendido que su ópera rehabilitara su reputación con las autoridades comunistas después de haber sido acusado de "formalismo" antes ese año. Como resultado, las representaciones de La historia de un hombre real fueron prohibidas al público en general hasta después de la muerte de Prokófiev. Tuvo su estreno con público el 7 de octubre de 1960 en el Teatro Bolshói, Moscú. 

## Personajes
| Personaje                        | Tesitura        | Reparto del estreno, ensayo a puerta cerrada 3 de diciembre de 1948 (Director: Borís Jaikin) Leningrado, Kírov | Reparto del Bolshói, estreno en público 8 de octubre de 1960 (Director: Mark Ermler) Grabación de estudio, 1961 |
| -------------------------------- | --------------- | --- | --- |
| Alekséi Marésiev, piloto         | Barítono        | | Yevgeny Kibkalo                                                                                                 |
| Andréi Dejtyarenko, piloto       | bajo            | | Gueorgui Pankov                                                                                                 |
| Klávdiya Mijáilovna, enfermera   | contralto       | | Kira Leónova |
| Konstantín Kukushkin, piloto     | tenor           | | Alekséi Máslennikov                                                                                             |
| Abuelo Mijáilo                   | tenor           | | Gueorgui Shulpin                                                                                                |
| Olga, prometida de Alekséi       | soprano         | | Glafira Deomídova                                                                                               |
| Comisario Semión Vorobiov        | barítono / bajo | | Artur Eizen |
| Zínocka                          | soprano         | | María Zvézdina                                                                                                  |
| Varya                            | mezzosoprano    | | Margarita Miglau                                                                                                |
| Cirujano jefe Vasili Vasílievich | bajo            | | Mark Reshetin                                                                                                   |
| Abuela Vasilisa                  | contralto       | | Vera Smirnova                                                                                                   |